# Зефир Батлера
Зефир Батлера (Antigius butleri) — вид дневных бабочек из семейства голубянок (Lycaenidae).

## Этимология названия
Вид назван в честь Артура Гардинера Батлера (1844—1925) — английского энтомолога.

## Описание
Длина переднего крыла самцов 16—17 мм, самок 15—19 мм. Размах крыльев 25—34 мм. Глаза с малозаметными волосами. Передние лапки самцов несегментированные. Верхняя сторона крыльев у обоих полов одинаковая — бурая. В прикраевой области задних крыльев имеются крупные беловатые пятна. Черно-белая окантовка крыла с чёткими краями. Нижняя сторона крыльев желтовато-серая, покрыта тёмными пятнами различной величины и формы. Переднее крыло на нижней стороне с 2-3 тёмно-коричневыми пятнами. На передних крыльях проходит сплошная, но неполная поперечная перевязь. Задний угол заднего крыла оранжево-жёлтого цвета с выделяющимся чёрным пятнышком над основанием хвостика. Хвостик тонкий, чёрного цвета, 3—4 мм длиной.

## Ареал
Россия (Хабаровский край, Приморье, Еврейская автономная область, Амурская область), Япония, Корейский полуостров, Северо-Восточный Китай.

## Биология
Встречается довольно редко. За год развивается в одном поколении. Время лёта бабочек длится с середины июля до конца августа. Гусеницы этого вида развиваются на различных видах дубов (Quercus). Окукливается в опавших листьях на почве.